# Corydoras imitator
Corydoras imitator är en fiskart som beskrevs av Han Nijssen och Isbrücker, 1983. Corydoras imitator ingår i släktet Corydoras och familjen Callichthyidae. Inga underarter finns listade i Catalogue of Life.